# Lauteraar Rothörner
Lauteraar Rothörner (alternativt: Lauteraarrothörner) är ett berg i kommunen Guttannen i kantonen Bern i Schweiz. Det är beläget i Bernalperna, cirka 70 kilometer sydost om huvudstaden Bern. Lauteraar Rothörner ligger strax sydost om Hugihorn. Toppen på Lauteraar Rothörner är 3 477 meter över havet.